# Acacia alpina
Acacia alpina es un arbusto que alcanza 1-2 metros de altura y sobre los 10 metros de ancho. Es un pariente cercano de Acacia phlebophylla con la que se cruza para producir híbridos. Se pueden encontrar en estado silvestre en zonas subalpinas de Australia.

## Descripción
Es un arbusto erecto que alcanza un tamaño de 0,5-1 m de altura, ramillas en ángulo o aplanadas hacia los ápices, glabra. Peciolos obovadas a obovadas amplios o raramente elípticas, a menudo ligeramente asimétricos, ± rectas, la mayoría de 1.5 a 3.5 cm de largo y 10-25 mm de ancho (a veces a 4,5 cm de largo y 27 mm de ancho), a menudo subglaucos, glabra, 2-4 venas longitudinales prominentes, con venas menores estrechamente reticuladas, ápice obtuso a veces con un mucrón; 1 glándula discreto 1-8 mm por encima pulvinus; pulvinus 1-3 mm de largo.
Inflorescencias 1 o 2 en axila de phyllodes, pedúnculos de hasta 2 mm de largo, glabros; cabezas ± ovoide o cilíndrica corta, 0.5-1 cm de largo, amarillo amarillo, pero a veces más brillante, en general pálida.
Legumbre recta a curva, ± cilíndrica, ligeramente constreñida entre las semillas, de 3-8 cm de largo, 3-5 mm de ancho, finamente curtidas o firme como de papel y quebradiza cuando está seca, arrugada longitudinalmente cuando está seco, glabra, semillas longitudinal; funículo corto, plegado y se expande hacia la semilla en una gran aril.

## Taxonomía
Acacia alpina fue descrita por Ferdinand von Mueller y publicado en Fragmenta Phytographiæ Australiæ 3: 129.
Etimología
Ver: Acacia
alpina: epíteto latino que significa "de las montañas".
Sinonimia
- Acacia longifolia var. alpina (F.Muell.) F.Muell.